# Kepler-62d
Kepler-62d je exoplaneta velikosti Neptunu v planetárním systému hvězdy Kepler-62, od které je vzdálena 0,12 AU. Její perioda oběhu činí 18,2 dní. Ze všech exoplanet v systému své hvězdy je největší. Rovnovážná teplota v atmosféře je 237 °C. Dosahuje velikosti 1,95krát větší než Země, její hmotnost je 14× větší než hmotnost Země. Planeta byla objevena sondou Kepler v roce 2013.